# عقيلة خاتون
عقيلة خاتون (بالتركية العثمانية: عقيلة هاتون) (1607-1630) كانت الزوجة الأولى للسلطان العثماني عثمان الثاني وأم شاهزاده مصطفى و السلطانة زينب وهي ابنة شيخ الإسلام حاج محمد أسد الله افندي تركية الأصل.

## الزواج من عثمان
زواجهما كان في 1622 قبل أشهر من وفاة عثمان الثاني
أنجبت توأم في نوفمبر 1622 شاهزاده مصطفى و زينب سلطان ولكن كلاهما توفيا في 1623.

## وفاة عثمان
بعد وفاة عثمان عام 1622 تزوجت مرة أخرى من نادر أفندي في عام 1627.